# Morpho rugitaeniatus
Morpho rugitaeniatus is een vlinder uit de familie Nymphalidae. De wetenschappelijke naam van de soort is voor het eerst geldig gepubliceerd in 1907 door Hans Fruhstorfer.